# Швец, Виталий Иванович
Виталий Иванович Швец (19 марта 1936, Никополь, Украинская ССР — 14 мая 2019) — советский и российский биотехнолог.
Академик Российской академии наук, профессор, доктор химических наук, бывший заведующий кафедрой биотехнологии и ПФ МИТХТ им. М. В. Ломоносова, лауреат Государственной премии СССР (1985), заслуженный деятель науки Российской Федерации.

## Биография
Окончил МИТХТ. Ученик проф. Н. А. Преображенского и чл.-корр. АН СССР Р. П. Евстигнеевой. Основал общепризнанную в России и за рубежом научную школу по биоорганической химии и биотехнологии. Основные работы в области исследования фундаментальных основ организации и функционирования биологических мембран, связанных с ними липидзависимых биологических систем, конструирования на этой основе новых лекарственных и диагностических препаратов, в том числе препаратов со структурой наночастиц.
Член-корреспондент РАМН (1994), академик РАМН (2004), академик Российской академии наук (2013).
Похоронен в Москве на Троекуровском кладбище.

## Награды
- Орден «За заслуги перед Отечеством» IV степени (2000)[3],
- Орден Почёта (2013)[4],
- Орден «Знак Почёта»,
- медалями СССР и России,
- отраслевыми званиями и знаками.